# Domenico Piva

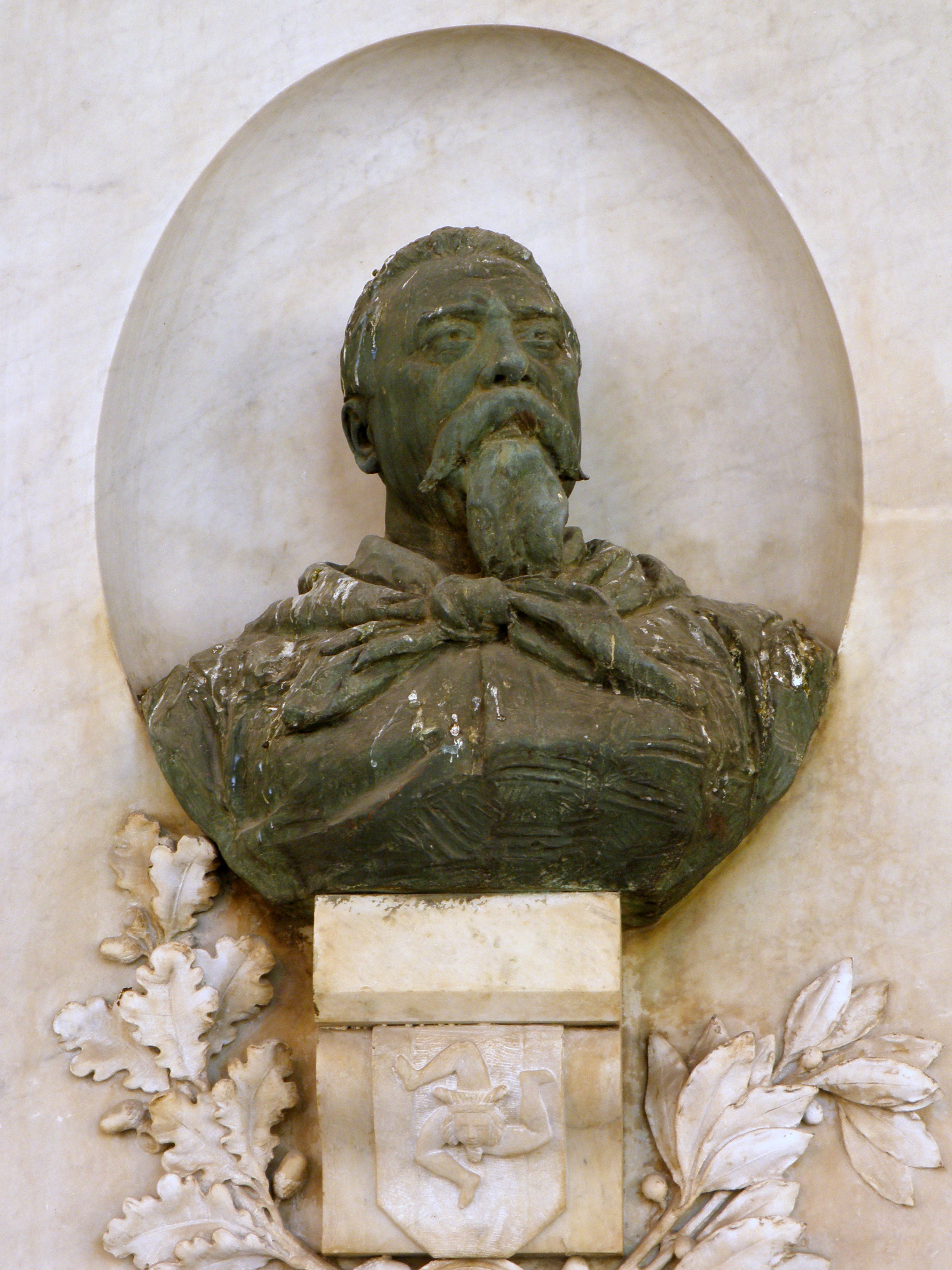
Popiersie Domenica Pivy w Rovigo

Domenico Piva (ur. 2 grudnia 1826 w Rovigo, zm. 5 lipca 1907 tamże) – włoski uczestnik walk okresu risorgimenta.
Od wczesnej młodości wspierał włoskie ruchy niepodległościowe. Wziął udział w zamieszkach padewskich 8 lutego 1848 roku, po których został uwięziony w Rovigo pod zarzutem zabicia austriackiego oficera. Na wolność wyszedł w tym samym roku i już w listopadzie przyłączył się w Bolonii do oddziałów Giuseppe Garibaldiego, z którymi wziął udział w walkach na terenie Republiki Rzymskiej i Wenecji. W roku 1860 był jednym z organizatorów i uczestników wyprawy tysiąca. Po proklamowaniu zjednoczonego Królestwa Włoch służył w regularnej armii, gdzie w roku 1862 uzyskał stopień podpułkownika. Karierę wojskową zakończył jako generał brygady.
W roku 1862 ożenił się z Caroliną Cristofori (1845-1881), z którą miał sześcioro dzieci, między innymi Vittoria Pivę, dziennikarza i socjalistycznego bojownika. Gino Piva, także dziennikarz i działacz związkowy, którego Domenico wychowywał, był w rzeczywistości synem poety Giosuè Carducciego.